# Острова Ашмор и Картье
Террито́рия острово́в А́шмор и Картье́ (англ. Ashmore and Cartier Islands) — две группы небольших необитаемых тропических островов в Индийском океане, расположенных в окончании континентального шельфа Австралии к югу от индонезийского острова Роти на координатах 12°14′ ю. ш. 123°05′ в. д.. Общая площадь островов — 199 км² (суша — 114 400 м²). Внешняя территория Австралии с 1931 года. В августе 1983 года объявлены национальным заповедником.
| Острова                                   | Площадь суши, м² |
| ----------------------------------------- | ---------------- |
| Риф Ашмор — 155,40 км² (общая территория) |                  |
| Мидл-Айлет                                | 51,2             |
| Мидл-Айленд                               | 21,2             |
| Ист-Айлет                                 | 25,0             |
| Риф Картье — 44,03 км² (общая территория) |                  |
| Остров Картье                             | 17,00            |
| Всего                                     | 114,40           |

Риф Хайберния (англ. Hibernia), расположенный в 42 км к северо-востоку от рифа Ашмор, не входит в их состав, а является частью штата Западная Австралия.